# Hormona antidiürètica
L'hormona antidiürètica (ADH) o arginina vasopressina (AVP), és una hormona alliberada principalment en resposta a canvis en l'osmolaritat sèrica o en el volum sanguini. També és coneguda com a argipressina. Fa que els ronyons conservin aigua mitjançant la concentració d'orina i la reducció del seu volum, estimulant la reabsorció d'aigua. Rep el seu nom d'aquesta important funció com a regulador homeostàtic de fluids. També té funcions en el cervell i en els vasos sanguinis.
És una hormona petita constituïda per nou aminoàcids: NH₂-Cys-Tyr-Phe-Gln-Asn-Cys-Pro-Arg-Gly-COOH.
Les vasopressines són hormones peptídiques produïdes en l'hipotàlem. La majoria s'emmagatzemen en la neurohipòfisi amb la finalitat de ser alliberades al corrent sanguini, essent algunes d'elles alliberades fins i tot directament en el cervell. La vasopressina està en elevades concentracions en el locus coeruleus i en la substància negra, que són nuclis catecolaminèrgics.
També hi ha estudis que indiquen que aquesta hormona podria ser el que podríem dir la "molècula de l'amor" en els homes.
Hi ha estudis fets amb Talpons de la Prada (Microtus ochrogaster) que demostren que aquesta hormona en els mascles produeix un enamorament. No s'han fet els mateixos estudis en humans, però es creu que l'efecte de la vasopressina és el mateix perquè ambdues espècies podem fabricar aquesta hormona, és fonamental per l'excitació sexual i per l'embaràs i és detectable en la sang.
En les femelles la molècula que té aquest mateix efecte no és la vasopressina, sinó l'oxitocina.